# 鹰击长空
《鹰击长空》（全称“汤姆·克兰西之鹰击长空”，台灣又譯“空戰精英中隊”）是育碧罗马尼亚开发、育碧软件发行的一款适用Microsoft Windows、Xbox 360、PlayStation 3和iOS平台的游戏。2009年3月6日于美国发行。2010年发行了续作《鹰击长空2》。
游戏剧情发生的时间与《幽灵行动尖峰战士》相同。《鹰击长空》设定在不远的将来，在很多国家私人军事公司从根本上取代了政府军的位置。玩家将扮演David Crenshaw，他从前是个精英飞行员，现在被其中一个私人公司征召，只要接受命令，他会在任何时间与任何人战斗。Crenshaw后来与他的小队回归美国空军，以阻止私人军事组织发动的对美国的恐怖袭击。

## 玩法
鹰击长空类似于《皇牌空战》，基于飞行的模拟控制器。玩家有50架飞机可用来对付敌人。每个关卡坐落在由商用卫星数据建立的现实环境中。第一人称驾驶舱视角和第三人称视角可来回切换，第三人称视角向玩家展示目标和飞机的外观。
游戏中的“现实增强系统”（英語：Enhanced Reality System）包括雷达、来袭导弹探测、防坠毁系统、损害控制系统、战术地图、信息中继、飞机拦截轨迹和武器弹道控制。ERS还允许玩家向中队或其他单位发出指令。ERS完全激活时，能给玩家提供大量帮助，但该系统的功能可选择性地关闭，给游戏制造困难，给玩家更多自主操作更多机会。
游戏完全兼容为《皇牌空战6》Windows和Xbox 360平台设计的飞行摇杆和油门控制器。

## 剧情
大卫·克伦肖（David Crenshaw）是美国空军精锐部队“雄鹰中队”（高海拔战事实验飞行中队，High Altitude Warfare eXperimental squadron）的中队长。2014 年，幽灵小队有一次在墨西哥华雷斯城展开秘密行动时，克伦肖就提供过空中支援。任务结束后，雄鹰中队解散，克伦肖被招进私人军事公司——阿蒂米斯全球安全集团。
接下来的六年里，克伦肖和他的飞行中队不断从阿蒂米斯的客户处接受任务，如保护贵重设施、攻击叛乱分子的老巢。2021 年，阿蒂米斯与巴西政府签订防务合同，一举成为世界最大的军事集团。正如所料，反美军事集团拉斯特立尼达入侵里约热内卢。在克伦肖小队的帮助下，阿蒂米斯和巴西军方击退侵略部队。冲突发生后，美国的势力介入其中，颠覆了阿蒂米斯的角色，导致公司股价下跌。对此，阿蒂米斯跟拉斯特立尼达签订了一份有利可图的合同，突然袭击麦哲伦海峡的美国海军航母战斗群。不愿攻击自己国家的克伦肖小队摧毁了阿蒂米斯在该地区的势力。
战斗过后，美国给克伦肖和空军轰炸机中队下了一个报复性的任务：轰炸阿蒂米斯在加勒比海的心腹。不料，阿蒂米斯趁此时敲掉美军的通信和情报卫星，在美国本土展开大规模先发制人的攻击，占领众多美国城市和军事基地。雄鹰中队受命保护华盛顿特区和空军一号上的总统，然后协助芝加哥和诺福克海军基地的美军反击阿蒂米斯。美国在日本和北约的扶植下开始占据上风，而阿蒂米斯偷走了美军的核武器，向总统发出最后通牒，要求 24 小时内投降，否则炸毁美国。雄鹰中队、幽灵小队和美国航空航天局设法修复海陆空导弹防御系统（参见《汤姆·克兰西：末日之战》），协助游骑兵占领内华达州沙漠里的美军退役基地，找到核弹头。最终阿米蒂斯将一枚核弹头走私进洛杉矶准备引爆。但在离核爆炸还有一分钟之差时被克伦肖摧毁核弹，结束战争。
美国和阿米蒂斯三天的冲突造成超过四万人伤亡。因此，联合国强制所有私人军事公司解除武装，要么当后勤角色提供小规模的支持，要么结业。几个星期后，阿米蒂斯完全消灭，克伦肖在一次秘密行动中，在藏身所杀死阿米蒂斯的CEO。

## 开发
《鹰击长空》于2008年7月15日E3开发者大会上正式宣布。此前，育碧曾在关于新闻稿中给游戏命名为《汤姆·克兰西：空战》（英語：Tom Clancy's Air Combate）。2009年2月11日，试玩版于Xbox 360平台发布，2月27日登录PlayStation 3，3月2日登录Windows。游戏采用全新的高分辨率图像程序，集合地球之眼卫星公司（英語：GeoEye）的伊克诺斯商用地球成像卫星系统。GeoEye副总裁马克·布兰德表示：“高分辨率卫星图像从情报部门的秘密世界，转移到商用的光明世界，《汤姆·克兰西：鹰击长空》给玩家们带去真实性。”然而，低空飞行时GeoEye的图像显现出劣势，地面纹理变得极为像素化，建筑物压缩进地面的平坦广场中，水有时没显现蓝色的质感。